# Marcia Griffiths

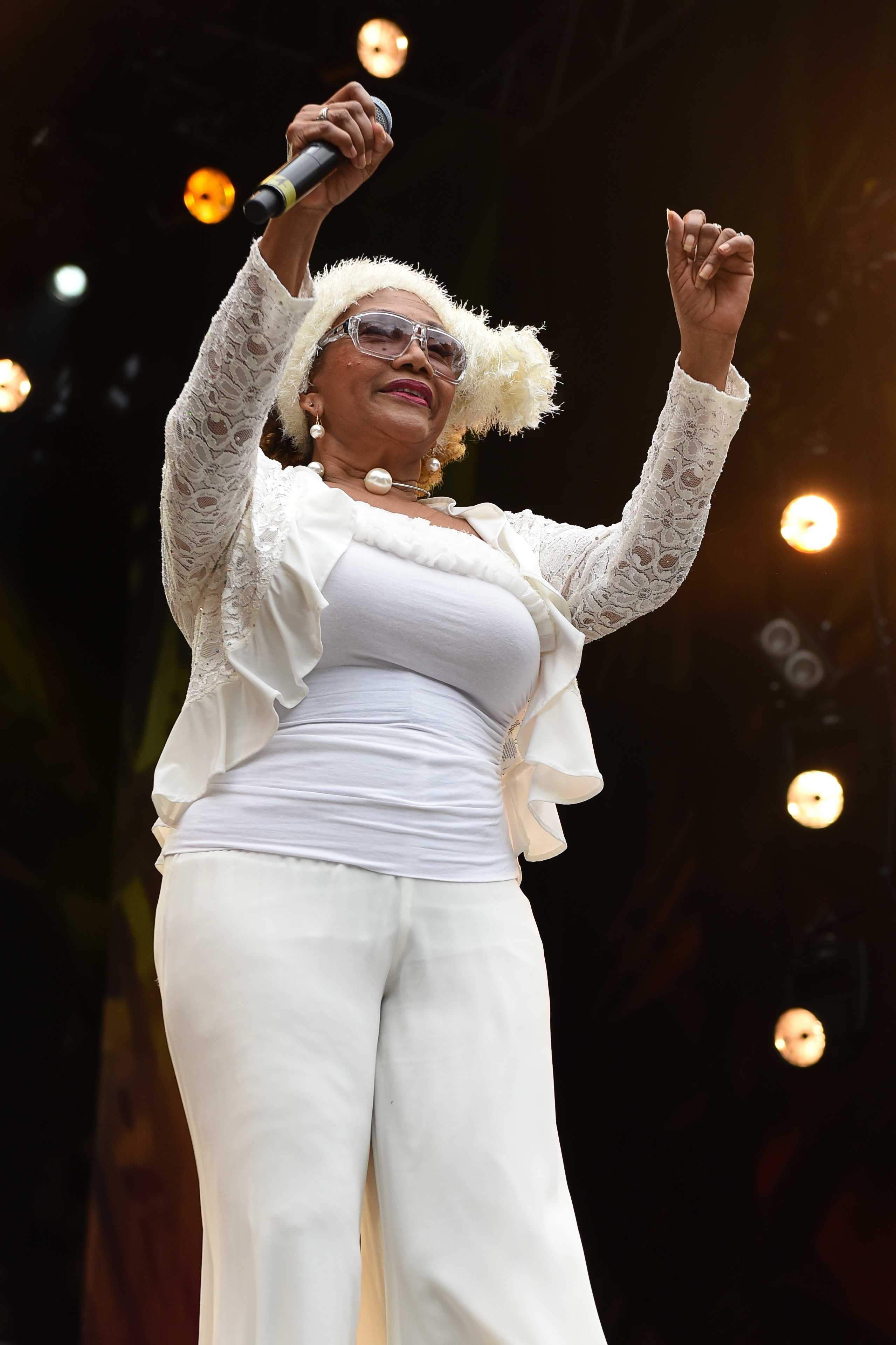
Marcia Griffiths beim Ruhr Reggae Summer 2016

Marcia Llyneth Griffiths (* 23. November 1949 in Kingston) ist eine jamaikanische Sängerin. Sie gilt als bekannteste Sängerin Jamaikas und trägt den Beinamen „Queen of Reggae“.

## Werdegang

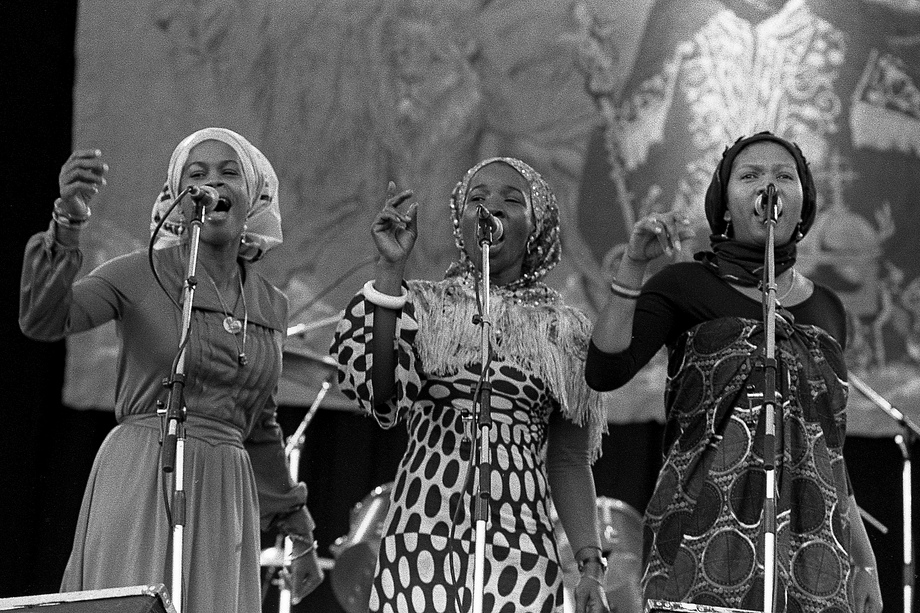
Die I-Threes, Judy Mowatt, Rita Marley und Marcia Griffiths (von links nach rechts)

Griffiths startete ihre Gesangskarriere 1964 beim Musiklabel Studio One, wo sie mit Feel Like Jumping einen veritablen Hit landete. Harry J nahm mit ihr 1969 eine Coverversion des Beatles-Songs Don’t Let Me Down auf. Mit Bob Andy bildete sie von 1970 bis 1974 das Duo Bob & Marcia, das beide international bekannt machte.
Im Frühjahr 1970 kam ihre Version von Nina Simones Komposition To Be Young, Gifted and Black bis auf Platz 5 der britischen Musikcharts; insgesamt blieb der Hit 12 Wochen lang in den britischen Single-Charts. Im Jahr darauf landete ihre Version von Crispian St. Peters Pied Piper auf Platz 11 der UK-Singles-Charts.
Von 1974 bis 1981 war Griffiths, zusammen mit Judy Mowatt und Rita Marley, Mitglied der I-Threes, des Hintergrundgesangstrios von Bob Marley & the Wailers.

## Diskografie (Auswahl)

### Singles
- 1968: Feel Like Jumping / Wiser Than Solomon von Marcia Griffiths / Lester Sterling (Studio One SO 3059)
- 1969: Don’t Let Me Down / Romper Room von Marica Griffiths / The Reggaeites (Harry J/Escort ES 808)
- 1969: Young, Gifted and Black / My Cheri Amour von Bob & Marcia / Barrington Biggs (Harry J/Escort ES 824)

### Soloalben
- 1971: The Reggaes feat. Marcia Griffiths (Mercury Records)
- 1974: (Play Me) Sweet and Nice (Trojan Records)
- 1978: Naturally (High Note)
- 1978: Steppin’ (Sky Note)
- 1980: At Studio One (Studio One)
- 1984: Rock My Soul
- 1988: Marcia
- Carousel, 1990
- Indomitable, 1995
- Land of Love, 1997
- Collectors Series, 1998
- Truly, 1998
- Certified, 1999
- Reggae Max, 2003
- Shining Time, 2005
- Melody Life, 2007
- 2012: Marcia Griffiths & Friends
- 2019: Timeless

### Bob & Marcia
- Young, Gifted and Black (1970, Harry J/Trojan)
- Pied Piper (1971, Harry J/Trojan)
- Kemar (1977, Harry J)
- Sweet Memories (1997, Nectar)
- Pied Piper – The Best of Bob & Marcia (2002, Trojan)
- An Evening with Bob & Marcia (2017, VP Records/Upstairs Music)